# Batizi András (esperes)
Batizi András (Técső, 1810. október 31. – Técső, 1877. október 4.) református lelkész, esperes, könyvtáros.

## Élete
Középiskoláit a máramarosszigeti református líceumban végezte; onnan a debreceni főiskolába ment teológiára s ennek végeztével a nagybányai egyházban lett rektor. 1837-ben lelkészül Péterfalvára hivatott; két évi működés után a hosszúmezői, ismét két év múlva a técsői egyház hívta meg papnak. Az 1840-es években Máramarosban papi könyvtárt kezdeményezett, melynek könyvtárnoka volt 1849-ig. Az 1850-es évek elején iskolák közfelügyelőjének, 1855-ben esperesnek választatott.

## Munkái
- Kis énekléstan. Debreczen, 1851.
- Kis templom. Népiskolai használatra. Uo. 1855.

Írt a Vasárnapi Ujságba (1854–58. 1864.) Técsőről.